# Jopopaco
Jopopaco es una congregación del municipio de Navojoa, ubicada en el sur del estado mexicano de Sonora. Según los datos del Censo de Población y Vivienda realizado en 2010 por el Instituto Nacional de Estadística y Geografía (INEGI), Jopopaco tiene un total de 551 habitantes. Fue fundada en los años 1920. Se encuentra en la carretera estatal 188, que conecta a la villa de Álamos con la carretera federal 15, ubicada sobre el tramo Masiaca–carretera federal 15.

## Geografía
Jopopaco se sitúa en las coordenadas geográficas 27°15'31" de latitud norte y 109°45'37" de longitud oeste del meridiano de Greenwich, a una elevación de 57 metros sobre el nivel del mar.